# Лука Диманов
Лука Гелев Диманов (Диманин, Дамянов) (на гръцки: Λουκά Διαμανίδη), е български революционер, ръководител на Македонобългарския комитет в Костурско.

## Биография
Лука Диманов е роден в костурското село Дреновени.
Свързан е с комунистическото движение, но поради избиванията от страна на ЕЛАС на българи по време на Втората световна война се отдръпва и се включва активно в Македоно-българския комитет в Костурско. При основаването му на 5 март 1943 година е избран за негов заместник-председател. Заместник главен войвода на въоръжените сили на комитета - българската милиция в Костурско. През април 1943 година ръководи комендантството на милицията в Хрупища, заменен впоследствие от Христо Насков.
Заради миналото си Лука Диманов е обвинен от гъркомани в сътрудничество с ЕЛАС и е арестуван в Загоричани от германските сили. Върху него е стоварена вината за превземането на град Костур от ЕЛАС на 26 май 1944 година. Убит е в гробищата на село Горенци, където е погребан.